# Gibbosaverruca darwini
Gibbosaverruca darwini är en kräftdjursart som först beskrevs av Henry Augustus Pilsbry 1916.  Gibbosaverruca darwini ingår i släktet Gibbosaverruca och familjen Verrucidae. Inga underarter finns listade i Catalogue of Life.